# Корсари
Корсари (енглески: privateers или corsairs, латински: cursarius, од cursus = вожња, пловидба) су били пљачкаши на мору у служби државе, за разлику од гусара, који су пљачкали за свој рачун.
Корсари су најчешће били бивши гусари или цивили који су имали бродове којима су нападали трговачке бродове или колоније, оних земаља које су у рату са земљом која им пружа заштиту. За своје нападе су добијали дозволу у облику Краљевског илити Гусарског писма која им је гарантовала да у случају заробљавања неће бити обешени него да ће се према њима односити као према ратним заробљеницима који ће бити пуштени уз откуп или размену. Краљевским писмом гусари би се такође обвезали да ће део плена који стекну предати краљу и земљи која им пружа заштиту. Најпознатији енглески гусари били су Френсис Дрејк (1540—1596) и Хенри Морган (1635—1688). Француски гусар Рене Диге Труен (1673—1736) је 1711. са флотом од 17 бродова и посадом од 5.700 људи заузео португалску колонију у Јужној Америци Рио де Жанеиро. За време Америчког рата за независност Шкот Џон Пол Џоунс је водио корсарски рат против Енглеза. Током Француске револуције француски корсари су заробили или уништили 5.500 енглеских трговачких бродова док су енглески корсари заробили или уништили 1.000 француских трговачких бродова.
На Јадранском мору, Улцињ је био град турских корсара, доведених са севера Африке. Улцињски корсари су у току ратова углавном пљачкали млетачке трговачке бродове и млетачке градове. У Улцињу и данас живе тзв. „улцињски црнци“, који су њихови потомци. 
Гусарење је званично укинуто Париском декларацијом 1854. године коју је потписало 7 тадашњих велесила, мађу којима: Енглеска, Русија, Француска, Аустрија и Пруска. Од тада је напад на мору одобрен од стране власти могао извршити само ратни брод. Сви други нападачи су називани морским разбојницима, односно гусарима.